# 李禹
李禹（？—429年），北魏上党郡人。
北魏世祖太武帝拓跋焘神䴥二年（429年）二月，上党人李禹聚众杀死上党太守，自称无上王，部下设置将帅官位。河内郡的守将将李禹的部众击破。李禹逃亡到山上，被人抓住，执送到官府，被北魏处斩。 